# Clara González
Clara González de Behringer (Remedios, Chiriquí, 11 de septiembre de 1898 - Ciudad de Panamá, Panamá, 11 de febrero de 1990), fue la primera abogada panameña, creadora del Tribunal Tutelar de Menores de Panamá y reconocida activista feminista. Cofundadora del Grupo Feminista Renovación y del Partido Nacional Feminista (PNF), dos organizaciones que, a principios del siglo XX, se consideraban de avanzada.

## Primeros años
Hija de campesina indígena ngäbe y de inmigrante español, Clara González nació en 1898, casi con la Guerra de los Mil Días. Fue por este conflicto armado que su familia tuvo que huir a Costa Rica, donde vivieron entre 1900 y 1904. En Costa Rica nació su hermano Sabino. 

De regreso a Panamá, la familia vivió agobiada por la pobreza, porque del trabajo de carpintero del padre dependían cuatro personas. Su madre, Basilia Carrillo, se mudó a la Ciudad de Panamá porque, como se lee en la biografía escrita por Yolanda Marco Serra , fue
(...) empujada, probablemente, tanto por la violencia en la pareja como por el deterioro que ocasionó a las relaciones familiares la agresión sexual de la que fue víctima la niña Clara. Muchos años después de lo ocurrido, Clara describió la violación que sufrió a los siete años (...). Sus padres denunciaron el crimen, pero la justicia no actuó.
Tras conseguir el título de profesora de primaria en 1918 en la Escuela Normal de Santiago, entró en la Escuela Nacional de Derecho en 1919. Mientras estaba en la escuela de derecho, enseñó en la Escuela Manuel José Hurtado. Tres años después (1922) presentó su tesis titulada La mujer ante el derecho panameño (1922), y así se convirtió en la primera abogada de Panamá.

## Vida profesional
En 1922 formó junto a Sara Sotillo, Enriqueta Morales, Sara Barrera, Rosa Navas y Elida Campodónico de Crespo un movimiento feminista denominado Renovación, con el objetivo de lograr una mayor participación de las mujeres en la vida pública, así como el voto femenino. En 1924 el movimiento se plasmó en un partido político llamado Partido Nacional Feminista (PNF).
Creó también la Escuela de Cultura Femenina (1923-1930), donde tanto otras feministas como ella daban clases de política, historia, civismo y otras materias de interés para el desarrollo profesional y social de las mujeres.
A pesar de que había terminado sus estudios de abogacía en 1922, no fue hasta 1925 cuando pudo ejercer como abogada litigante, luego de que el presidente Belisario Porras aprobó la Ley 55 del 17 de diciembre de 1924, con la cual se permitió ejercer a las mujeres.

Al respecto, la investigadora Yolanda Marco detalla en la biografía de González que:
Logró que se modificara la ley para que las mujeres pudieran practicar la abogacía, no sin antes irritar al presidente Belisario Porras con su exigencia, en un tono demasiado retador al que este no estaba acostumbrado. Le dijo en una de sus cartas: "Supongo que no pensará Ud. que este año también me resignaré a ser maestra. ¿Creerá Ud. ahora con un caso concreto en las justas reivindicaciones del feminismo, inclusive el voto del que Ud. no es partidario?".
En 1927, gracias a una beca, viajó a Estados Unidos para continuar sus estudios en la Escuela de Leyes de la Universidad de Nueva York, con el objetivo de conocer en profundidad los sistemas penales modernos, particularmente los relativos a mujeres y niños delincuentes. Se graduó en 1929 y fue la primera representante de Panamá ante la Comisión Interamericana de Mujeres, la primera institución que a nivel mundial se ocupó de la defensa de los derechos de las mujeres, entre ellos el del derecho a la ciudadanía. 
A su regreso a Panamá, en 1930, volvió a ejercer como docente en el Instituto Nacional. Allí Carmen Miró fue una de sus alumnas. En el Instituto enseñó hasta 1937 y, con la fundación de la Universidad de Panamá en 1935, González presentó un proyecto pionero para la creación de la Escuela de Servicio Social, que finalmente sería realidad en 1947. En la Universidad enseñó criminología, derecho de familia y justicia juvenil.

En 1930 publicó Las Cortes Juveniles y el sistema de libertad vigilada, en el que expuso
(...) la nueva concepción científica de la criminología, entendida como una ciencia interdisciplinar a la que contribuían el derecho, la sociología, el trabajo social, la biología y la psicología, entre otras, para el abordaje de la delincuencia juvenil, que proponía la creación de una jurisdicción especial amparada por un derecho tutelar que sustraía al menor de la esfera penal y lo sometía a medidas de protección por parte del Estado. Con esta filosofía, Clara ponía el énfasis en la perspectiva social del delito y en la responsabilidad que atañía al Estado en su génesis y, por lo tanto, en su prevención y resolución.
A González le correspondió organizar el Tribunal Tutelar de Menores, considerado su principal logro. La sede central se situó en El Chorrillo. El Tribunal tenía jurisdicción especial sobre menores en todo el país, con un solo juez o jueza con la facultad de atender las situaciones de menores de 18 años con desajustes de conducta o transgresión de las leyes, además de menores abandonados, maltratados, explotados, que estuvieran en situación de calle, deficientes físicos o mentales, y también se encargó de los adultos que hubieran atentado contra los derechos de los menores. Se ocupó también de los temas de adopción, alimentos, filiación y patria potestad. 
Clara González se jubiló en 1964. Murió en febrero de 1990, tras la invasión de Estados Unidos a Panamá de diciembre de 1989.